# Skinnfällträsket
Skinnfällträsket är en sjö i Storumans kommun i Lappland och ingår i Umeälvens huvudavrinningsområde. Sjön har en area på 1,04 kvadratkilometer och ligger 618,7 meter över havet. Sjön avvattnas av vattendraget Skinnfällsbäcken.

## Delavrinningsområde
Skinnfällträsket ingår i det delavrinningsområde (730482-144264) som SMHI kallar för Utloppet av Skinnfällträsket. Medelhöjden är 766 meter över havet och ytan är 34,23 kvadratkilometer. Det finns inga avrinningsområden uppströms utan avrinningsområdet är högsta punkten. Skinnfällsbäcken som avvattnar avrinningsområdet har biflödesordning 3, vilket innebär att vattnet flödar genom totalt 3 vattendrag innan det når havet efter 417 kilometer. Avrinningsområdet består mestadels av skog (30 procent) och öppen mark (58 procent). Avrinningsområdet har 0,79 kvadratkilometer vattenytor vilket ger det en sjöprocent på 5,5 procent.